# Marilyn Manson (zespół muzyczny)

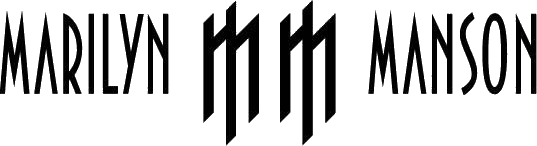
Logotyp zespołu

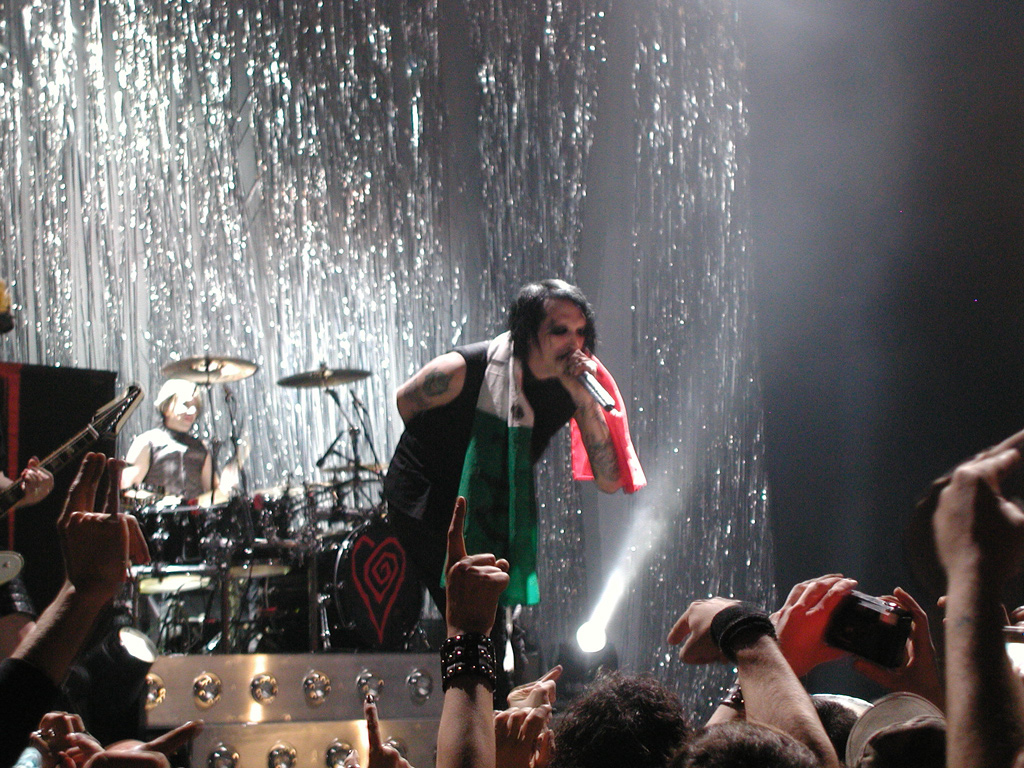
Grupa podczas koncertu w 2007 roku

Marilyn Manson – amerykański zespół rockowy założony w 1989 przez Briana Warnera i Scotta Putesky’ego w Fort Lauderdale, w stanie Floryda. Znany z kontrowersyjnego wyglądu i tekstów i propagowania nonkonformizmu. Każdy dotychczasowy album zespołu miał mieć różne i indywidualne brzmienie, przez co trudno jednoznacznie go sklasyfikować, zaś zespół i jego lider starali się wymyślić unikatowy i wyrafinowany wizerunek dla każdej kolejnej ery. Grupa muzyczna została utworzona w 1989 jako Marilyn Manson & the Spooky Kids. Wyjątkowe występy spowodowały utworzenie się lokalnego kultu, który później rozrósł się na skalę światową. Skład zespołu prawie zawsze zmienia się pomiędzy wydaniami kolejnych albumów.
Reputacja Marilyna Mansona rosła wraz z zespołem, który uważany jest za jeden z najbardziej znanych i kontrowersyjnych wśród współczesnych zespołów; co w dużej mierze zawdzięcza właśnie Brianowi Warnerowi i jego częstym utarczkom z religią i postaciami politycznymi. Pseudonim każdego członka grupy został utworzony z połączenia pierwszego imienia znanej kobiety uważanej za symbol seksu i nazwiska znanego seryjnego mordercy; robiąc to chciano przedstawić dziwną dychotomię społeczeństwa (zwłaszcza amerykańskiego). W ostatnich latach nowi członkowie zespołu odeszli od tej zasady i pozostali przy własnych imionach. Grupa nosi dziwaczne stroje i makijaż, oraz świadomie przedstawia szokujące zachowanie zarówno na scenie jak i poza nią. Teksty Marilyn Manson często spotykają się z krytyką ich antyreligijnych upodobań i postawy wobec seksu, przemocy i narkotyków. Muzyka i występy zespołu często nazywane są obraźliwymi i nieprzyzwoitymi. Kilka razy zespół spotkał się nawet z protestami i petycjami pod swoim adresem, aby zaprzestali występów.
Te kontrowersje przyczyniły się do wzrostu popularności grupy. Wielu zagorzałych fanów uczyniło z Marilyn Manson czołowy zespół: trzy płyty uzyskały status platynowej, a trzy inne złotej. Cztery płyty debiutowały w najlepszej dziesiątce, w tym dwie jako numer jeden. W czerwcu 2003, Jon Wiederhorn z MTV.com określił Marilyna Mansona jako „jedynego dziś, prawdziwego artystę”. VH1 sklasyfikowało Marilyn Manson jako 78. najlepszą kapelę rockową na swojej liście 100 Najlepszych Artystów Hard Rocka.

## Historia zespołu

### The Spooky Kids i wczesne lata (1989–1992)
W 1989, Brian Hugh Warner studiował dziennikarstwo i nabywał doświadczenie poprzez pisanie muzycznych artykułów dla „magazynu” z południowej Florydy, 25th Parallel. Dało mu to możliwość poznania muzyków, do których jego zespół mógł być potem porównywany, włączając w to My Life with the Thrill Kill Kult i Trenta Reznora z Nine Inch Nails. Niedługo potem Warner poznał Scotta Putesky’ego i po pokazaniu mu kilku własnych tekstów, zaproponował aby razem założyli zespół. Brian Warner, gitarzysta Putesky i basista Brian Tutunick nagrali swoje pierwsze demo jako Marilyn Manson & The Spooky Kids w 1990, przyjmując pseudonimy artystyczne, kolejno: Marilyn Manson, Daisy Berkowitz i Olivia Newton Bundy. Wkrótce dołączył do nich Stephen Bier, który nazwał się Madonna Wayne Gacy, a Bundy został zastąpiony przez Brada Stewarta – Gidget Gein. W 1991, do grupy dołączył perkusista Fred Streithorst z pseudonimem artystycznym Sara Lee Lucas.
Pseudonimy artystyczne każdego członka zespołu przedstawiały ideę, której głównym założeniem była: dychotomia dobra i zła, które razem tworzą całość. „Marilyn Monroe miała ciemną stronę”, wyjaśnia Manson w swojej autobiografii, „Tak samo jak Charles Manson ma dobrą, inteligentną stronę”. Wizerunki Monroe i Mansona, tak jak i innych równie sławnych i powszechnie znanych, były elementem wspólnym we wczesnych materiałach promocyjnych zespołu.
Popularność w okolicy The Spooky Kids rosła szybko, głównie za sprawą didżeja radiowego Scotta Davis z WYNX-FM, wczesnego fana, który chętnie puszczał piosenki z dema zespołu; jak również z powodu bardzo widowiskowych koncertów, które słynęły z szokujących wystąpień. Nie było czymś niezwykłym zobaczyć na takim koncercie „nagą kobietę przybitą do krzyża, dziecko w klatce, czy krwawiące części ciała zwierząt”; Mansona, Berkowitza i Geina w damskich ubraniach lub dziwacznych strojach; a także profesjonalną pirotechnikę (np. od czasu do czasu scena stawała w płomieniach). Grupa dramatycznie zestawiała te groteskowe przedstawienia z elementami kultury zaczerpniętymi z młodości jej członków (lata 70. i 80.): postacie z dziecięcych kreskówek tamtych lat często pojawiały się, ze zmienionym wizerunkiem, na plakatach i w biuletynach Marilyn Manson, były też samplowane. Zespół kontynuował tworzenie i wydawanie kaset – skracając swoją nazwę do Marilyn Manson w 1992 – do lata 1993, kiedy to zwrócił na siebie uwagę Trenta Reznora, który właśnie założył swoją własną wytwórnię płytową o nazwie Nothing Records.

### Portrait of an American Family i Smells Like Children (1993–1995)
Reznor zaoferował Marilyn Manson kontrakt z jego nową wytwórnią i możliwość supportu Nine Inch Nails na ich nadchodzącej trasie koncertowej. Kapela przyjęła obie propozycje i nagrywanie ich krajowego debiutowego albumu, Portrait of an American Family, zaczęło się w lipcu 1993. Pracując z producentem Rolim Mosimannem w Criteria Studios w Miami, grupa nagrała kilka nowych piosenek razem z materiałem z repertuaru Spooky Kids i przed końcem jesieni 1993 ukończyła pierwszą wersję swojego debiutanckiego albumu zatytułowanego The Manson Family Album. Nie został on, mimo wszystko, dobrze przyjęty. Nieprzyjemny wydźwięk „surowości” który produkcje Mosimanna wnosiły do takich grup jak Swans nie przyjęły się na albumie The Manson Family; Reznor i wszyscy członkowie kapeli uznali go jako płytki i bez życia, słabo reprezentujący dynamiczne wystąpienia Marilyn Manson. „Pomyślałem 'To rzeczywiście jest do bani'”, wyjaśnia Manson, „więc puściłem to Trentowi i ten stwierdził, że to do bani”. W tym samym czasie zespół miał problemy z basistą Gidgetem Geinem, który zaczął tracić kontrolę nad swoim uzależnieniem od heroiny. Podczas przeróbki albumu, Manson zagrał dwa koncerty w południowej Florydzie pod nazwą Mrs. Scabtree. Scrabtree składał się z dwóch członków MM, gitarzysty z Itch, członka Amboog-a-Lard (Jeordie White), oraz Pata Joyce’a i Killera z Jack Off Jill.
W październiku 1993, Reznor zgodził się przerobić album Marilyn Manson, zabierając grupę i jej kasety do The Record Plant w Los Angeles. Gein, który był hospitalizowany po przedawkowaniu nie został zaproszony. Po siedmiu tygodniach miksowania, remiksowania i ponownego nagrywania, album – teraz zatytułowany Portrait of an American Family – był gotowy by zostać zaprezentowanym Interscope Records. Jeszcze gdy pierwszy singiel „Get Your Gunn” zaczynał być puszczany w radiu, Gein otrzymał od Marilyna Mansona list oświadczający, że jego usługi „nie są już potrzebne” po tym, jak czwarty raz przedawkował heroinę; został zastąpiony przez Twiggy’ego Ramireza, wówczas znanego jako Jeordie White, z thrashmetalowejowej grupy Amboog-a-Lard z Miami. W grudniu 1993, Ramirez po raz pierwszy wystąpił jako nowy basista grupy na koncertach na Florydzie z supportem Jack Off Jill. Podczas grania w „Club 5” w Jacksonville, Manson został oskarżony przez miejscową Chrześcijańską Koalicję o pogwałcenie praw miejskich. Jessicka, wokalistka Jack Off Jill, została oskarżona o nakłanianie do lubieżności. Oboje wokaliści zostali aresztowani i zarzucono im naruszenie prawa. Podczas supportu na pierwszym koncercie z czternastotygodniowej krajowej trasy Nine Inch Nails, Ramirez zaliczył swój pierwszy krajowy debiut. W trakcie tej trasy Manson miał okazję spotkać się z założycielem Kościoła Szatana, Antonem LaVeyem. Po serdecznym spotkaniu, LaVey uhonorował Mansona tytułem „kapłana” – oznacza, w Kościele Szatana, osobę która jest szanowana przez kościół, niekoniecznie poświęcającą swoje życie przekazywaniu religii innym jak ksiądz czy minister.
W marcu 1995, grupa rozpoczęła swoją pierwszą krajową trasę koncertową, dwumiesięczny wyjazd z Monster Voodoo Machine jako support; to była ostatnia trasa Sary Lee Lucasa z zespołem. Napięcie pomiędzy Lucasem i Mansonem wyraźnie rosło w miarę kolejnych koncertów, w końcu w przedostatnią noc trasy, Manson w tajemnicy zdecydował, by zakończyć pokaz z hukiem: podczas grania wówczas nowej piosenki, „Lunchbox” oblał perkusję Lucasa płynem z zapalniczki i podpalił – w tym czasie Lucas wciąż był za nią i usiłował grać (Manson najwyraźniej zapomniał, że zespół ma jeszcze jeden koncert do zagrania). Lucas odszedł z zespołu następnej nocy po finałowym koncercie. Niecałe dwa tygodnie później jego następca, Ginger Fish, dołączył do grupy. Marilyn Manson ruszył w trasę ponownie, tym razem z supportem Danziga i Korna.
Trasa zakończyła się latem 1995. Zaraz po niej zespół przeniósł się do nowej siedziby Nothing Records, w Nowym Orleanie w stanie Luizjana, aby rozpocząć pracę nad trzecim singlem z Portrait of an American Family, „Dope Hat”. Do utworu nakręcono teledysk, w którym Manson wcielił się w rolę Willy’ego Wonki, we wstrząsająco przerażającej wersji Willy Wonka i Fabryka Czekolady, proponowany singiel „Dope Hat” ostatecznie przekształcił się w trwający godzinę album remiksów, Smells Like Children. Na albumie znalazło się 15 utworów będących coverami, remiksami i groteskowo brzmiącymi eksperymentami, w tym m.in. nowa wersja piosenki zespołu Eurythmics, „Sweet Dreams (Are Made of This)”. Utwór ten okazał się pierwszym prawdziwym hitem Marilyn Manson: teledysk bardzo często pojawiał się w MTV (w odróżnieniu od wideoklipu „Dope Hat”, który MTV przeniosła do pasma nocnego kilka miesięcy wcześniej).
Pięciomiesięczna trasa promująca trwała od września do lutego. Podczas niej zespół zaprezentował nowe utwory, takie jak „Irresponsible Hate Anthem”, „Minute of Decay” i „Smells like Children”. Wówczas zaczęło krążyć wiele plotek na temat nowego albumu i potwierdziły się one gdy grupa, na początku 1996 roku, wróciła do studia Nothing w Nowym Orleanie, by przygotować to, co Manson określił jako „muzyczną ceremonię zaprojektowaną, by spowodować Apokalipsę”.

### Antichrist Superstar (1996–1997)
Drugi długogrający album studyjny Marilyn Manson, Antichrist Superstar, został wydany 8 października 1996. Został nagrany w Nothing Records z samym Trentem Reznorem będącym kierownikiem produkcji; podobno proces tworzenia był długi i trudny, zainteresowanie wzbudziły domniemane eksperymenty obejmujące brak snu i ciągłe zażywanie narkotyków w celu stworzenia środowiska odpowiadającego, ponurej i czasem brutalnej, treści albumu. W tym czasie, narastała wrogość pomiędzy członkami kapeli, w wyniku czego z zespołu odszedł gitarzysta i współzałożyciel Daisy Berkowitz. Po jego odejściu, głównym gitarzystą w większości nagrań na Antichrist Superstar był Twiggy Ramirez, a zespół ogłosił, że poszukuje nowego gitarzysty na nadchodzącą trasę koncertową; po przesłuchaniu przyjęty został Timothy Linton. Przerywając sześcioletnią tradycję przyjmowania pseudonimów po słynnych mordercach, najnowszy członek zespołu został nazwany Zim Zum – imię pochodziło z Kabały, jednego z głównych źródeł inspiracji dla albumu. Pierwszy singiel albumu, „The Beautiful People”, wywarł dosyć duży wpływ na listy przebojów rocka alternatywnego i wywołał wystarczająco duże oczekiwanie na Antichrist Superstar, tak że album debiutował jako numer trzy na listach najlepszych albumów. Półtora roczna trasa Dead to the World wspierająca również poprzednie albumy; to była najdłuższa i na największą skalę trasa jak dotychczas, obejmowała życiowy debiut Marilyn Manson na Alasce, Hawajach, w Wielkiej Brytanii, Europie, Ameryce Południowej, Azji i Australii tak, że ich sława rozprzestrzeniła się po wszystkich zakątkach świata. W Stanach Zjednoczonych, zespół przykuwał większą uwagę niż kiedykolwiek wcześniej, choć niekoniecznie pozytywną.
W trakcie trasy, grupa wzięła sobie do serca ustalenia kongresu, wprowadzone przez senatora Josepha Liebermana, aby określić wpływ, jeżeli będzie, brutalnych tekstów na młodych słuchaczy. Później Lieberman określił Marilyn Manson jako „prawdopodobnie najbardziej chory zespół kiedykolwiek promowany przez główną wytwórnię płytową”. W dodatku, prawie każdy koncert trasy był pikietowany przez organizacje religijne, przekonujące fanów, by nie oglądali muzyka, który kiedyś powiedział „Uważam, że za każdym razem gdy ludzie słuchają tego nowego albumu Bóg może zostać zniszczony w ich wyjałowionych umysłach”.
10 listopada 1997, zespół wydał remiksowy/koncertowy minialbum, Remix & Repent, zawierający nowe wersje czterech utworów z Antichrist Superstar, „The Beautiful People”, „Tourniquet”, „Antichrist Superstar” i „Man That You Fear”, obok piosenek nagranych na żywo podczas amerykańskiej części trasy Dead to the World. Dwie niewydane piosenki z sesji nagraniowej Antichrist Superstar zostały użyte w filmowych ścieżkach dźwiękowych: „Apple of Sodom” w Zagubionej autostradzie Davida Lyncha i „The Suck for Your Solution” w filmie biograficznym Howarda Sterna, Części intymne w reżyserii Betty’ego Thomasa. Pod koniec roku, Manson ogłosił nadchodzącą publikację jego pierwszej książki, autobiograficznej Trudnej drogi z piekła (ang. The Long Hard Road out of Hell); książka została wydana w lutym 1998, równocześnie z kasetą wideo zatytułowaną Dead to the World ukazującą, na żywo, światową trasę koncertową. Następca Antichrist Superstar miał być wydany, według zespołu, niebawem, towarzyszyły temu również plotki o zaangażowaniu Billy’ego Corgana i The Dust Brothers do wówczas jeszcze niezatytułowanego albumu.

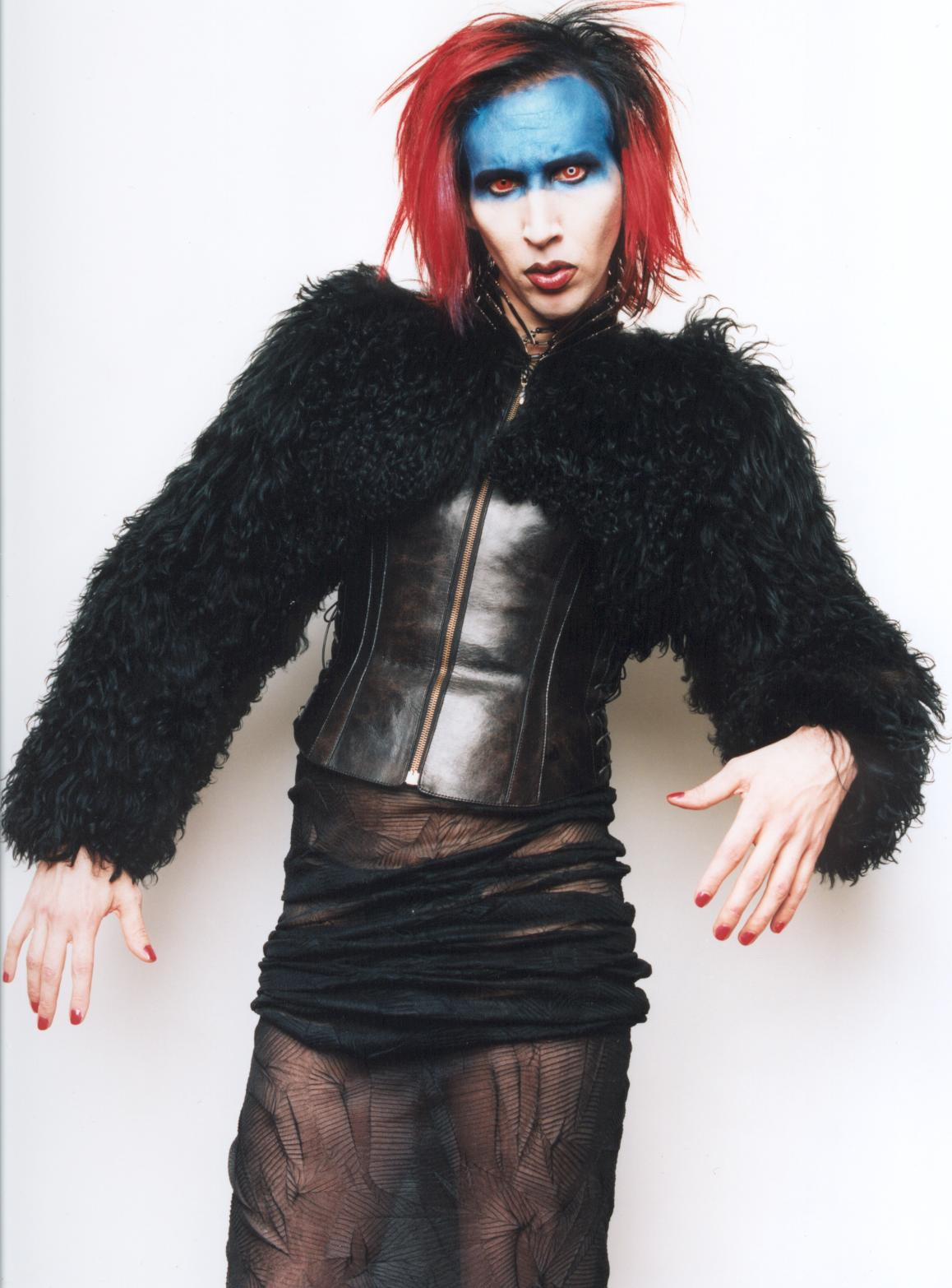
Marilyn Manson (Mechanical Animals)

### Mechanical Animals (1998–1999)
15 września 1998, Marilyn Manson wydał Mechanical Animals, album, na który duży wpływ miał David Bowie. Interscope promował album na szeroką skalę, włączając w to olbrzymi billboard, na Times Square, z Mansonem jako androidalną istotą pozaziemską, oraz ciągłe reklamy w MTV i innych stacjach, promujące album i singiel „The Dope Show”; pchnięty przez sukces Antichrist Superstar i nacisk ze strony prasy, album debiutował jako numer jeden spośród 200 albumów na liście Billboardu. Zespół przedstawił na tym albumie swój nowy wizerunek; odsuwając na bok ponurość i mroczny gotyk poprzedniej płyty na rzecz bardziej skrytej makabryczności.
Marilyn Manson był wtedy glamrockowym zespołem, zapożyczającym swoją prezencję w dużej mierze od Bowiego oraz od Roxy Music i ich czasów. W tamtym czasie, kapela na stałe przeniosła się do Los Angeles, a Zim Zum został zastąpiony przez glamrockowego gitarzystę Johna Lowery, który dołączył do zespołu jako John 5. Po krótkiej trasie promocyjnej, zespół wyruszył w światową trasę Rock Is Dead z supportem Hole i Monster Magnet. Trasa okazała się pechowa: 1 marca 1999, trzy zespoły zagrały pierwszy koncert w Spokane w stanie Waszyngton; około 14 marca, Hole opuścił trasę, a Manson złamał kostkę, co wymusiło odwołanie kilku koncertów. Jack Off Jill i Nashville Pussy zostały poproszone o support w pozostałych koncertach.
Niecałe trzy tygodnie po zakończeniu się trasy, dwaj studentci (Eric Harris i Dylan Klebold), w Columbine High School w Littleton w stanie Kolorado, zabili trzynaście osób, po czym popełnili samobójstwo; początkowo media określiły ich jako fanów „brutalnej” muzyki i gier wideo. 28 kwietnia, z szacunku do ofiar, Marilyn Manson odwołał pozostałe koncerty trasy Rock Is Dead i nie występował w Denver, aż do Ozzfest w 2001. Piosenka Mansona, „The Nobodies”, była bezpośrednio zainspirowana strzelaniną.

### Holy Wood (2000–2001)
Przez resztę roku 1999 i dużą część 2000 nastąpił okres względnej ciszy o Marilyn Manson. Grupa spędziła ponad rok na spokojnym pisaniu i nagrywaniu w studiu w Dolinie Śmierci, tylko jeden singiel „Astonishing Panorama of the Endtimes” – wyciągnięty z czasów Antichrist Superstar – ukazał się w tamtym czasie. Holy Wood (In the Shadow of the Valley of Death) został wydany 14 listopada 2000. Powracając do mroczniejszego, bardziej wewnętrznego brzmienia Antichrist Superstar, większość tekstów albumu została napisana w reakcji na masakrę w Columbine. Pomimo bardzo zdecydowanego uznania, Holy Wood był najsłabiej sprzedającym się albumem. Określany przez zespół jako trzecia część trylogii rozpoczęta albumem Antichrist Superstar i kontynuowana Mechanical Animals, jego dominującym motywem jest badanie relacji pomiędzy śmiercią i sławą w amerykańskiej kulturze; teksty i oprawa graficzna zawierają wiele odniesień do Johna F. Kennedy’ego i Lee Harveya Oswalda, Johna Lennona i Marka Davida Chapmana, a nawet do Abrahama Lincolna i Johna Wilkesa Bootha. Światowa trasa The Guns, God and Government poszerzona o badanie oczarowania Ameryki przez przemoc, i logo trasy – karabin i pistolety ustawione tak by przypominać Chrześcijański krzyż – Manson nie miał zamiaru ukrywać co było źródłem tych fascynacji.
16 maja 2001, na oficjalnej stronie Marilyn Manson zostało ogłoszone, że Manson zaplanował cytować Biblię na swoim następnym koncercie, by „przebić” swoje brutalne teksty, „będziemy więc mogli przyjrzeć się zaletom wspaniałych chrześcijańskich historii o chorobach, morderstwach, cudzołóstwie, samobójstwach i ofiarach z dzieci. Jak dla mnie zapowiada się niezłe widowisko”. 21 czerwca 2001, Manson rzeczywiście odczytał Biblię na scenie w Denver, w stanie Kolorado. Zaprezentował fragmenty takie jak m.in. Księga Kapłańska 20:9 („Ktokolwiek złorzeczy swemu ojcu albo matce musi ponieść śmierć”) i Księga Psalmów 137:9 („Błogosławiony, który pochwyci i roztrzaska twoje niemowlęta o skałę”).

### The Golden Age of Grotesque (2002–2004)

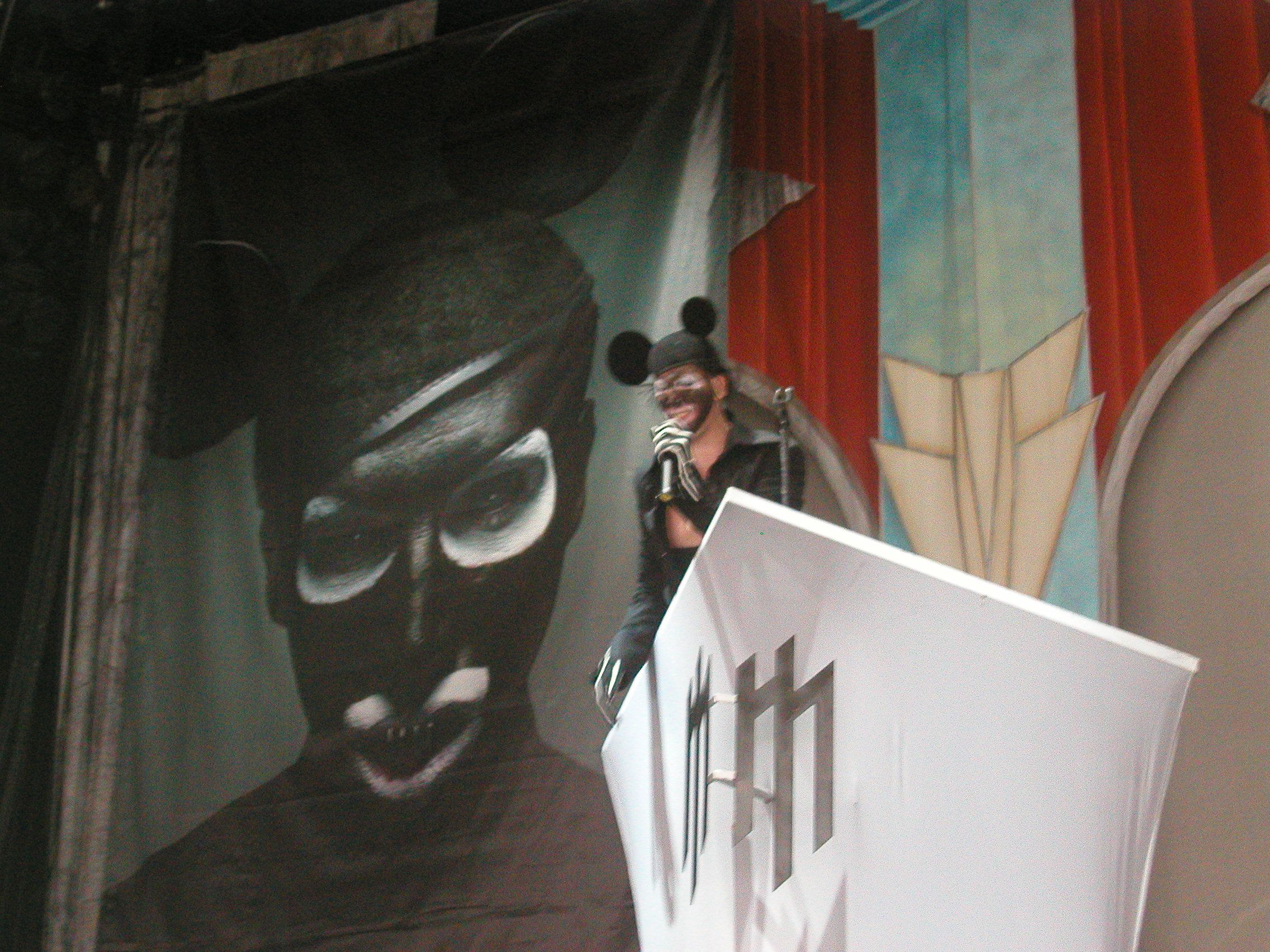
Zespół na Ozzfest w 2003

Gdy „tryptyk” poprzednich trzech albumów był zakończony, Marilyn Manson mógł rozpocząć świeży projekt. W 2002, Jonathan Davis z Korna zaprosił Marilyna Mansona do studia aby nagrać partie wokalne do, napisanej przez niego, piosenki zatytułowanej „Redeemer”. Utwór, wyprodukowany przez Davisa i Richarda Gibbsa, był następnie wydany na Queen of the Damned OST. Po poszukiwaniach inspiracji w schyłku ery Swingu w latach 20., zespół nagrał album The Golden Age of Grotesque, który został wydany 13 maja 2003.
Unikając głębokich tekstów oraz rozległej symboliki i ukrytych znaczeń z Holy Wood, nowy album był względnie bezpośredni; w większej przenośni, Manson porównuje swoją własną, często krytykowaną, muzykę do sztuki zdegenerowanej, zakazanej przez nazistowski reżim. Nowy członek Tim Skold, zastępujący Twiggy’ego Ramireza, nadał nowy wymiar brzmieniu zespołu; wniósł ciężki industrialny rytm, który wziął z KMFDM, lepiej czy gorzej – Albumowi The Golden Age of Grotesque często zarzucano, że jest zapożyczony z KMFDM i brak mu oryginalności, z której Marilyn Manson stał się znany. Album jednak sobie radził, debiutował jako numer jeden na listach najlepszych albumów, i sprzedał się liczbą 118 000 płyt w pierwszym tygodniu od wydania, w samych Stanach Zjednoczonych.
Nowe wydawnictwo powstało głównie w trio John 5, Marilyn Manson oraz Tim Skold, choć największy udział w pisaniu muzyki na The Golden Age of Grotesque miał John 5, który poza zaangażowaniem w proces tworzenia większości materiału albumu, samodzielnie skomponował utwory „♠” oraz „The Bright Young Things”.
Na kolejnej światowej trasie koncertowej, Grotesk Burlesk, nastąpiło poszerzenie motywu, zainspirowanego Republiką Weimarską, o dodanie elementów niemieckiego kabaretu do wystąpień zespołu. Starannie przygotowana, przez Gottfrieda Helnweina, oprawa graficzna pojawiła się jako dekoracja sceny zespołu, a jego członkowie zaczęli pokazywać się na scenie i poza nią, jak supergwiazdy, w garniturach od projektantów mody.

### Lest We Forget (2004–2005)
Lest We Forget: The Best of został wydany 20 września 2004. Przez samego wokalistę był określany jako album „pożegnalny”. Podczas trasy Against All Gods, zaprezentowano szereg najlepszych hitów. Po wydaniu singla „Personal Jesus”, zespół zaliczył kilka promocyjnych występów; na jednym z nich, podczas rozdania nagród Comet w Niemczech, perkusista Ginger Fish spadł z jego podwyższenia na perkusję, uszkadzając czaszkę i łamiąc nadgarstek. Zastąpił go były perkusista Nine Inch Nails, Chris Vrenna; od czasu wyzdrowienia po wypadku Fish nagrywał i występował z nową kapelą, Martyr Plot, zanim znów dołączył do Marilyn Manson.
John 5 również został zastąpiony; Mark Chaussee z Fight został głównym gitarzystą w trasie Against All Gods, był on zastępowany w studio przez Tima Skolda. Chociaż Johny 5 nie okazywał wrogości Marilynowi Mansonowi, to po zapowiedzi swojego odejścia, podczas występu na festiwalu Rock am Ring w 2003, miał miejsce incydent pomiędzy Johnym 5 i Marilynem Mansonem, gdzie Manson umyślnie kopnął gitarzystę. Johny 5 zareagował agresywnie, odrzucając swoją gitarę w połowie piosenki i unosząc pięści na Mansona jak gdyby chciał z nim walczyć, zaraz potem kontynuował jednak grę beż żadnych dalszych wydarzeń. Lest We Forget The Best of uzyskała status złotej płyty w 2005.
Spekulowano na temat tego, że komentarz Mansona jakoby był to „pożegnalny album” może wskazywać na to, że skład Marilyn Manson może nie być już stabilny, oraz że muzycy, którzy nagrali album i występowali na żywo mogą, w przyszłości, się zmienić tak jak to było w przypadku Nine Inch Nails i KMFDM. Album Marilyn Manson z 2007, „Eat Me, Drink Me”, był nagrany głównie przez Mansona i Skolda.

### Eat Me, Drink Me (2006–2007)

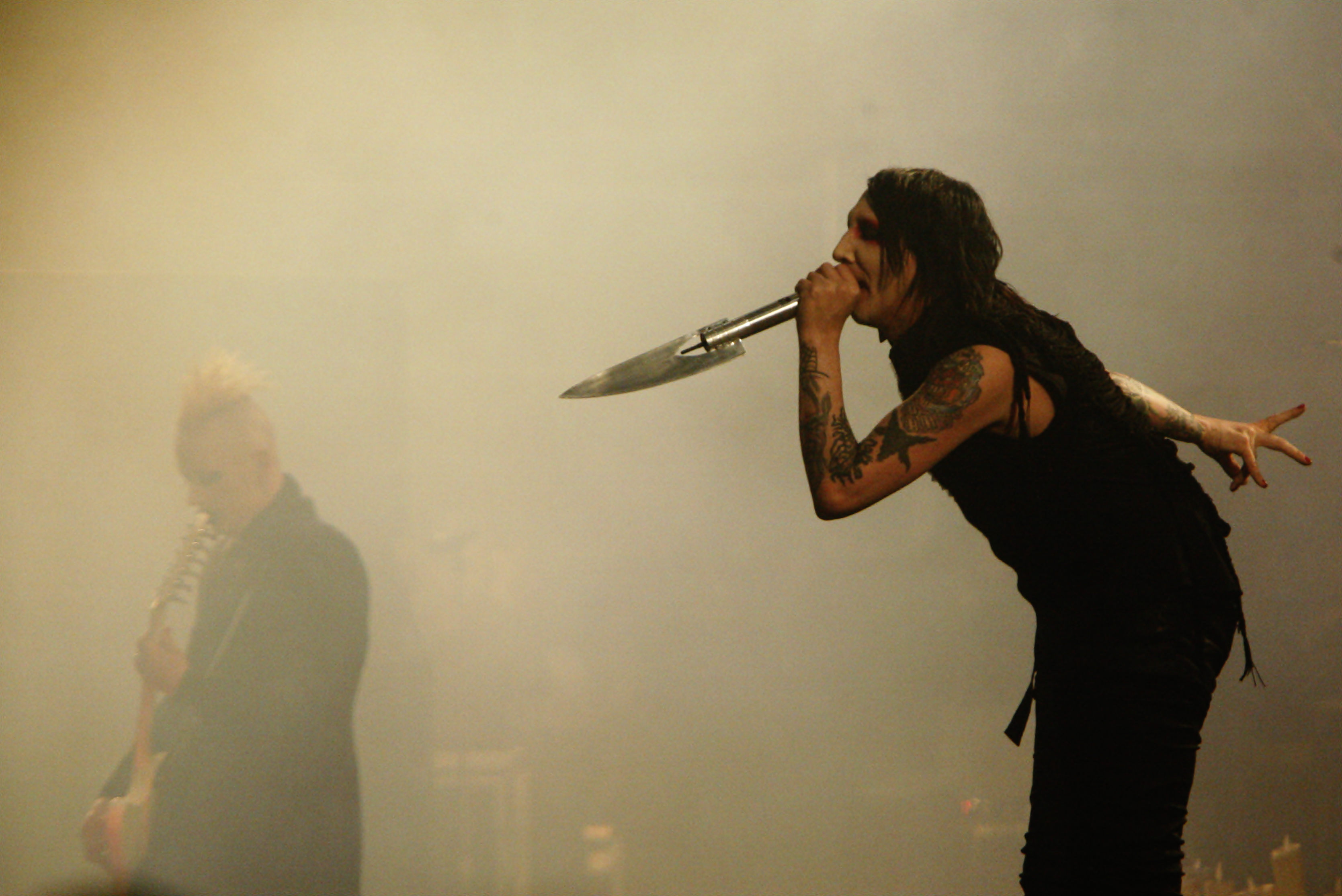
Marilyn Manson na żywo w erze Eat Me, Drink Me (2007)

Szósty album studyjny Marilyn Manson, Eat Me, Drink Me, został wydany 5 czerwca 2007, debiutując jako numer 8 w Stanach Zjednoczonych z ponad 88 000 sprzedanych płyt. Wydany w ponad cztery lata po The Golden Age of Grotesque, Eat Me, Drink Me zaznaczył kolejną zmianę w muzycznym stylu, z którego zespół zasłynął. Brzmienie było mieszanką glam rocka w stylu Davida Bowie i gotyckiego rocka w stylu Bauhaus. Album został napisany wyłącznie przez Mansona i Skolda w studio w wynajętym domu. Album jest też pierwszą poważną produkcją Mansona bez Madonny Wayne Gacy (Pogo) jako oficjalnego członka, tym samym wokalista Marilyn Manson został jedynym pierwotnym członkiem zespołu od czasu Portrait of an American Family. Chris Vrenna, który tymczasowo zastąpił, na perkusji, Gingera Fisha podczas trasy Against All Gods, teraz przez jakiś czas zastąpi na trasie Pogo. Marilyn Manson pojechał w trasę promującą album z Slayerem oraz supportem Bleeding Through i na wybranych koncertach z Deadly Apples.
Przez jakiś czas krążyły plotki jakoby Marilyn Manson napisał utwór „Mutilation is The Most Sincere Form of Flattery” jako atak na zespół My Chemical Romance (co później zdementował, mówiąc, że to było skierowane ogólnie do ludzi, którzy próbują go naśladować). Z kolei w innym wywiadzie Manson powiedział „Jestem zakłopotany byciem mną, ponieważ ci ludzie robią naprawdę kiepską, żałosną, płytką wersję tego, co zrobiłem”. Gerard Way, wokalista My Chemical Romance, nie skomentował wypowiedzi muzyka. 9 stycznia 2008, Manson napisał na MySpace, że dawny basista Twiggy Ramirez powrócił do zespołu, a Tim Skold go opuścił. Duet zaczął wtedy pracę nad nowym materiałem. Przyszła współpraca z Timem Skoldem nie została wykluczona.

### The High End of Low (2008–09)
Sesja nagraniowa siódmego albumu studyjnego Marilyn Manson, rozpoczęła się po trasie Rape of the World, która zakończyła się 2 marca 2008.
29 listopada 2007, na The Heirophant, ujawniono, że Marilyn Manson planuje rozpocząć pisanie utworów na ich siódmy album studyjny w styczniu lub lutym (2008). Manson powiedział „po ukazaniu się mojego albumu z najlepszymi hitami (Lest We Forget: The Best of) zrobiłem sobie długą przerwę od muzyki, ponieważ był to okres, w którym nie byłem pewny kim chcę być. Zostawiłem muzykę na jakiś czas, ale to nie jest błąd, który chcę powtórzyć w przyszłości” wspomniał również Kerry’ego Kinga, byłego gitarzystę The Smashing Pumpkins, Jamesa Iha oraz Nicka Zinnera z Yeah Yeah Yeahs jako prawdopodobnych współpracowników. 11 stycznia 2008, w wywiadzie Everyone Will Suffer Now na MansonUSA, Manson powiedział „Czuję jakby teraz zachodziła wielka zmiana. Będzie tak owa. Eat Me, Drink Me otwiera okno i to będzie Huragan Katrina”. Zaplanowano, że nowy singiel z albumu ukaże się początkiem stycznia. Odkąd Manson rozstał się z Timem Skoldem i zjednoczył z Ramirezem, dwójka, razem z Fishem i Vrenną pracują nad albumem w Los Angeles przed zaplanowanym na luty 2009 ogłoszeniem daty trasy koncertowej. W wywiadzie dla Steppin’ Out, Manson określił nowy album jako „bezwzględny, bardzo ciężki i bardzo brutalny”.
14 sierpnia 2008, na konferencji prasowej w Seulu, w Korei, Manson ogłosił, że były gitarzysta Limp Bizkit, a obecny lider Black Light Burns, Wes Borland dołączył do zespołu, zastępując Roba Hollidaya. Grupa wzięła udział w festiwalu ETP i kontynuowała prace nad nowym albumem. Jednakże Borland opuścił zespół, by trzeci już raz ponownie przyłączyć się do Limp Bizkit. Jak na razie nie wiadomo kto zajmie, za Borlanda, miejsce czołowego gitarzysty.
5 października, zespół zagrał specjalny koncert na dorocznym spotkaniu dyrektorów Hot Topic. Występ miał miejsce w hotelu Marriott w Los Angeles. Podczas przyjęcia z okazji rozdania nagród Scream 2008, Manson został podsłuchany gdy porównywał nowy album do Antichrist Superstar, oświadczył również, że album jest „w dużej mierze ukończony” oraz spodziewa się wypuszczenia nowej piosenki jeszcze przed końcem tego roku i ma nadzieję na wydanie albumu w okolicach walentynek. Niedawno, w magazynie Revolver (wyd. luty 2009) ukazał się wywiad z Marilynem Mansonem. Manson pokrótce opowiedział o nowym albumie i ujawnił tytuły dwóch nowych piosenek, „I Wanna Kill You Like They Do in the Movies” oraz „Arma-goddamn-motherfuckin-geddon”. Producent albumu, Sean Beavan, na MySpace wyjawił kolejne dwa tytuły, „15” oraz „Four Rusted Horses”. Manson powiedział w wywiadzie dla Revolvera, „Mam swoją moc z powrotem” i nowy album „naprawdę powala wszystko co wcześniej zrobiliśmy”.
W Wigilię, by zdementować krążące plotki, Manson wydał oświadczenie: „Panie i Panowie, chciałbym coś ogłosić. Plotki o tym, że znalazłem 'zastępstwo' za Evan, albo że mam nową dziewczynę, są całkowicie nieprawdziwe. Kończę mój album. Jak również nigdy nie spotkałem się z Ne-Yo. Mogę go zapewnić, że nie chciałby być powiązany z czymś tak paskudnym. Przeżyjcie święta, tak żebym mógł szczęśliwie zniszczyć nowy rok każdemu, kto sądził, że muzyka pozostanie nudna i słodka”. 12 stycznia 2009, tytuł nowej piosenki został ujawniony przez Rudy’ego Coby, współpracownika i przyjaciela Marilyna Mansona. Utwór nazywa się „Devour” i jest pierwszy na nowym albumie.
Zostało ogłoszone, że Marilyn Manson dołączy do Slayera i jako czołowi wykonawcy wystąpią na Rockstar Energy Mayhem Festival 2009. Przy okazji festiwalu prasa wspomniała, że „Manson jest obecnie w studiu, pracując nad swoim siódmym albumem, którego wydanie przez Interscope Records zaplanowane jest na 18 maja 2009”. 2 lutego, Rolling Stone potwierdził, że tytułem nowego albumu jest The High End of Low. Jest on obecnie w fazie miksów, a końcem tego miesiąca zostanie nakręcony teledysk do „I Want to Kill You Like They Do in the Movies”.
18 marca 2009, Kerrang! oznajmił, że album będzie zawierał 15 utworów, z czego ostatni będzie nosił tytuł „15”, jak również ujawnił nową piosenkę zatytułowaną „We’re from America”, o której Manson powiedział:
„Sądzę, że wielu ludzi, którzy usłyszą utwór, początkowo pomyślą, że jest tylko polityczny, ale on nie jest tylko taki, opisuję w nim również dużo popieprzonych scenariuszy, przez które przechodzę w moim życiu osobistym. Ktoś mnie zapytał, 'Dlaczego jesteś taki popieprzony?', 'Cóż, Jestem z Ameryki.' Nie znoszę faktu, że tak wielu ludzi spieprzyło ten kraj i że tak wielu ludzi spieprzyło moje życie osobiste, oraz że ja na to pozwoliłem. Czuję się jak Ameryka sama się czuje, ale w żadnym wypadku nie czyni mnie to dbającym o przyrodę, patriotycznym i wolnym rockmanem.” Utwór został udostępniony do pobrania za darmo, wyłącznie na jego oficjalnej stronie 27 marca 2009. Od 7 kwietnia będzie możliwy do kupienia jako cyfrowy singiel.
16 kwietnia 2009, oficjalna strona Marilyn Manson została uaktualniona o etykietę albumu, jak również pełną listę utworów The High End of Low.

## Gry
Piosenka formacji „This is the New Shit” wzięła udział w kampanii reklamowej gry Dragon Age: Początek. Utwór „Use Your Fist And Not Your Mouth” znalazł się w ścieżce dźwiękowej Cold Fear. Natomiast kompozycja „Tainted Love” została użyta w trailerze gry Need for Speed: Hot Pursuit z 2010 roku. Z kolei piosenka „Arma-Goddamn-Motherfuckin-Geddon” została umieszczona jako jeden z utworów w radiu Blood 66.6 w grze Saints Row: The Third. Utwór „The Beautiful People” ukazał się w grze WWE SmacDown! South Your Mouth (PS2).

## Muzycy
| Obecny skład zespołu - Marilyn Manson – wokal prowadzący, gitara, saksofon (od 1989) - Gil Sharone – perkusja (2014–2019, od 2024) - Reba Meyers – gitara (od 2024) - Tyler Bates – gitara (2014–2015, 2015–2018, od 2024) - Piggy D. – gitara basowa (od 2024) | Byli członkowie zespołu - Zsa Zsa Speck – instrumenty klawiszowe (1989) - Olivia Newton Bundy – gitara basowa (1989–1990) - Daisy Berkowitz – gitara (1989–1996) - Madonna Wayne Gacy – instrumenty klawiszowe, programowanie (1989–2007) - Gidget Gein (zmarły) – gitara basowa (1990–1993) - Sara Lee Lucas – perkusja (1991–1995) - Ginger Fish – perkusja (1995–2011) - Zim Zum – gitara (1996–1998) - John 5 – gitara (1998–2004) - Tim Sköld – gitara, instrumenty klawiszowe, wokal wspierający (2005–2008), gitara basowa, wokal wspierający (2002–2005) - Chris Vrenna – instrumenty klawiszowe, programowanie (2007–2011) - Fred Sablan – gitara basowa (2010–2014) - Gil Sharone – perkusja (2014–2019) - Paul Wiley – gitara (2014–2019) - Juan Alderete – gitara basowa (2017–2018) Byli muzycy koncertowi - Chris Vrenna – perkusja (2004–2005) - Mark Chaussee – gitara, gitara basowa (2004–2005) - Rob Holliday – gitara basowa, wokal wspierający (2007–2008), gitara, wokal wspierający (2008) - Wes Borland – gitara (2008–2009) - Andy Gerold – gitara basowa, gitara (2009–2010) - Jason Sutter – perkusja (2012–2014) - Spencer Rollins – instrumenty klawiszowe, gitara (2013) - Daniel Fox – bębny, keyboard (2015–2017) - Twiggy Ramirez – gitara, gitara basowa (1993–2002, 2008, 2009-2017) |

Oś czasu

## Dyskografia

### Albumy
| 1994                           | Portrait of an American Family - Data: 19 lipca 1994 - Wydawca: Nothing, Interscope                        | –   | –  | –  | –  | –  | –  | –  | –  | –  | –  | –  | –  | —  | - USA: złota płyta - UK: srebrna płyta      |
| 1996                           | Antichrist Superstar - Data: 8 października 1996 - Wydawca: Nothing, Interscope                            | 116 | –  | 41 | 37 | 50 | –  | 13 | –  | 3  | 73 | 5  | –  | —  | - USA: 2x platynowa płyta - UK: złota płyta |
| 1998                           | Mechanical Animals - Data: 15 września 1998 - Wydawca: Nothing, Interscope                                 | 14  | 7  | 1  | 6  | 3  | 6  | 6  | 44 | 1  | 8  | 3  | 42 | —  | - USA: platynowa płyta - UK: złota płyta    |
| 2000                           | Holy Wood (In the Shadow of the Valley of Death) - Data: 14 listopada 2000 - Wydawca: Nothing, Interscope  | 12  | 11 | 8  | 6  | 12 | 7  | 25 | 20 | 13 | 23 | 18 | 53 | 14 | - USA: złota płyta - UK: złota płyta        |
| 2003                           | The Golden Age of Grotesque - Data: 13 maja 2003 - Wydawca: Nothing, Interscope                            | 2   | 1  | 5  | 1  | 4  | 4  | 8  | 1  | 1  | 4  | 16 | 14 | 18 | - UK: złota płyta                           |
| 2007                           | Eat Me, Drink Me - Data: 5 czerwca 2007 - Wydawca: Interscope                                              | 5   | 4  | 9  | 2  | 12 | 10 | 9  | 4  | 8  | 8  | 18 | 38 | 36 |                                             |
| 2009                           | The High End of Low - Data: 26 maja 2009 - Wydawca: Interscope                                             | 9   | 11 | 12 | 6  | 26 | 15 | 9  | 6  | 4  | 19 | 8  | 73 | 31 |                                             |
| 2012                           | Born Villain - Data: 1 maja 2012 - Wydawca: Cooking Vinyl                                                  | 8   | 5  | 16 | 4  | 24 | 21 | 18 | 2  | 10 | 14 | 19 | 27 | 18 |                                             |
| 2015                           | The Pale Emperor - Data: 20 stycznia 2015 - Wydawca: Hell, etc.                                            | 5   | 4  | 6  | 4  | 24 | 20 | 10 | 1  | 8  | 16 | 5  | 21 | 3  |                                             |
| 2017                           | Heaven Upside Down - Data: 6 października 2017 - Wydawca: Loma Vista Recordings and Caroline International |     |    |    |    |    |    |    |    |    |    |    |    |    |                                             |
| 2020                           | We Are Chaos - Data: 11 września 2020 - Wydawca: Loma Vista Recordings and Caroline International          |     |    |    |    |    |    |    |    |    |    |    |    |    |                                             |
| 2024                           | One Assassination Under God: Chapter 1 - Data: 23 listopada 2024 - Wydawca: Nuclear Blast                  |     |    |    |    |    |    |    |    |    |    |    |    |    |                                             |
| „—” pozycja nie była notowana. | |     |    |    |    |    |    |    |    |    |    |    |    |    |                                             |

### Kompilacje
| Rok  | Tytuł                                                                      | Pozycja na liście | Pozycja na liście | Pozycja na liście | Pozycja na liście | Pozycja na liście | Pozycja na liście | Pozycja na liście | Pozycja na liście | Pozycja na liście | Pozycja na liście | Pozycja na liście | Pozycja na liście | Pozycja na liście | Certyfikat                           |
| Rok  | Tytuł                                                                      | FRA               | DEU               | AUS               | AUT               | NOR               | SWE               | FIN               | CHE               | USA               | UK                | NZL               | NLD               | POL               | Certyfikat                           |
| ---- | -------------------------------------------------------------------------- | ----------------- | ----------------- | ----------------- | ----------------- | ----------------- | ----------------- | ----------------- | ----------------- | ----------------- | ----------------- | ----------------- | ----------------- | ----------------- | ------------------------------------ |
| 2004 | Lest We Forget: The Best of - Data: 28 września 2004 - Wydawca: Interscope | 5                 | 4                 | 15                | 3                 | 16                | 10                | 22                | 5                 | 9                 | 4                 | 9                 | 41                | 36                | - USA: złota płyta - UK: złota płyta |

### Albumy koncertowe
| Rok  | Tytuł                                                                           | Pozycja na liście | Pozycja na liście | Pozycja na liście | Pozycja na liście | Pozycja na liście | Pozycja na liście | Pozycja na liście | Certyfikat        |
| Rok  | Tytuł                                                                           | FRA               | DEU               | AUS               | SWE               | USA               | UK                | NZL               | Certyfikat        |
| ---- | ------------------------------------------------------------------------------- | ----------------- | ----------------- | ----------------- | ----------------- | ----------------- | ----------------- | ----------------- | ----------------- |
| 1999 | The Last Tour on Earth - Data: 13 listopada 1999 - Wydawca: Nothing, Interscope | 62                | 46                | 50                | 59                | 82                | 61                | 38                | - UK: złota płyta |

### Remiks albumy
| 1995                           | Smells Like Children - Data: 24 października 1995 - Wydawca: Nothing, Interscope | –  | –  | 31  | —   | - USA: platynowa płyta - UK: złota płyta |
| 1997                           | Remix & Repent - Data: 25 listopada 1997 - Wydawca: Nothing, Interscope          | 49 | 18 | 102 | 163 |                                          |
| „—” pozycja nie była notowana. |                                                                                  |    |    |     |     |                                          |

### Single
| 1994                           | „Get Your Gunn”                                         | —   | —  | —  | —  | 97 | —  | —  | —  | —  | —  | —  | —   | —  |                   | Portrait of an American Family                   |
| 1995                           | „Lunchbox”                                              | —   | —  | —  | —  | 81 | —  | —  | —  | —  | —  | —  | —   | —  |                   | Portrait of an American Family                   |
| 1995                           | „Sweet Dreams (Are Made of This)”                       | —   | 26 | 31 | —  | 28 | —  | —  | —  | —  | —  | —  | 135 | 50 |                   | Smells Like Children                             |
| 1996                           | „The Beautiful People”                                  | —   | 26 | 29 | —  | 42 | —  | —  | —  | 96 | —  | —  | 18  | 29 |                   | Antichrist Superstar                             |
| 1997                           | „Tourniquet”                                            | —   | —  | 30 | —  | 73 | —  | —  | —  | —  | —  | —  | 28  | 41 |                   | Antichrist Superstar                             |
| 1997                           | „Long Hard Road Out of Hell”                            | —   | —  | —  | —  | —  | —  | —  | —  | —  | —  | —  | —   | —  |                   | Spawn soundtrack                                 |
| 1998                           | „The Dope Show”                                         | 122 | 15 | 12 | —  | 20 | —  | —  | —  | 63 | 53 | —  | 12  | 28 |                   | Mechanical Animals                               |
| 1999                           | „I Don’t Like the Drugs (But the Drugs Like Me)”        | —   | 36 | 25 | —  | 45 | —  | —  | —  | 83 | —  | —  | —   | 35 |                   | Mechanical Animals                               |
| 1999                           | „Rock is Dead”                                          | —   | 30 | 28 | —  | —  | —  | —  | —  | —  | —  | —  | 23  | —  |                   | Mechanical Animals                               |
| 2000                           | „Disposable Teens”                                      | —   | 24 | 22 | —  | 46 | —  | 64 | 34 | 99 | 52 | 73 | 12  | —  |                   | Holy Wood (In the Shadow of the Valley of Death) |
| 2001                           | „The Fight Song”                                        | —   | —  | —  | —  | —  | 59 | 67 | 47 | —  | —  | —  | 24  | —  |                   | Holy Wood (In the Shadow of the Valley of Death) |
| 2001                           | „The Nobodies”                                          | —   | —  | —  | —  | —  | —  | —  | —  | —  | —  | 96 | 34  | —  |                   | Holy Wood (In the Shadow of the Valley of Death) |
| 2002                           | „Tainted Love”                                          | —   | 33 | 30 | —  | —  | 2  | 3  | 11 | 44 | 11 | 2  | 5   | —  | - UK: złota płyta | Not Another Teen Movie soundtrack                |
| 2003                           | „mOBSCENE”                                              | —   | 26 | 18 | —  | 31 | 15 | 20 | 27 | 84 | 18 | 6  | 13  | 32 |                   | The Golden Age of Grotesque                      |
| 2003                           | „This is the New Shit”                                  | —   | —  | —  | —  | 31 | 24 | 25 | 50 | —  | 59 | 44 | 29  | —  |                   | The Golden Age of Grotesque                      |
| 2004                           | „Personal Jesus”                                        | 124 | 12 | 20 | —  | 30 | 10 | 11 | 46 | 89 | 39 | 13 | 13  | —  |                   | Lest We Forget                                   |
| 2005                           | „The Nobodies 2005”                                     | —   | —  | —  | —  | —  | 56 | 65 | —  | —  | —  | 42 | —   | —  |                   | Lest We Forget                                   |
| 2007                           | „Heart-Shaped Glasses (When the Heart Guides the Hand)” | —   | 24 | 31 | —  | —  | 41 | 49 | 46 | —  | 18 | —  | 19  | —  |                   | Eat Me, Drink Me                                 |
| 2007                           | „Putting Holes in Happiness”                            | —   | —  | —  | —  | —  | —  | 83 | —  | —  | —  | —  | —   | —  |                   | Eat Me, Drink Me                                 |
| 2009                           | „We’re from America”                                    | —   | —  | —  | —  | —  | —  | —  | —  | —  | —  | —  | —   | —  |                   | The High End of Low                              |
| 2009                           | „Arma-Goddamn-Motherfuckin-Geddon”                      | —   | —  | 37 | —  | —  | —  | 67 | —  | —  | 48 | —  | 114 | —  |                   | The High End of Low                              |
| 2012                           | „No Reflection”                                         | —   | —  | 26 | 50 | —  | —  | —  | —  | —  | —  | —  | —   | —  |                   | Born Villain                                     |
| 2012                           | „Slo-Mo-Tion”                                           | —   | —  | —  | —  | —  | —  | —  | —  | —  | —  | —  | —   | —  |                   | Born Villain                                     |
| „—” pozycja nie była notowana. |                                                         |     |    |    |    |    |    |    |    |    |    |    |     |    |                   |                                                  |

#### Single promocyjne
| Rok  | Tytuł                                  | Album                           |
| ---- | -------------------------------------- | ------------------------------- |
| 1995 | „Dope Hat”                             | Portrait of an American Family  |
| 1996 | „Antichrist Superstar”                 | Antichrist Superstar            |
| 1997 | „Man That You Fear”                    | Antichrist Superstar            |
| 1999 | „Coma White”                           | Mechanical Animals              |
| 1999 | „Astonishing Panorama of the Endtimes” | Celebrity Deathmatch soundtrack |
| 2004 | „(s)AINT”                              | The Golden Age of Grotesque     |
| 2007 | „You and Me and the Devil Makes 3”     | Eat Me, Drink Me                |

## Wideografia
| 1998                           | Dead to the World - Data: 10 lutego 1998 - Wydawca: Nothing, Interscope                     | –  | — |                                          |
| 1999                           | God Is in the T.V. - Data: 2 listopada 1999 - Wydawca: Nothing, Interscope                  | –  | — |                                          |
| 2002                           | Guns, God and Government - Data: 29 października 2002 - Wydawca: Nothing, Interscope        | 75 | 4 | - USA: platynowa płyta - UK: złota płyta |
| 2009                           | Guns, God and Government – Live in L.A. - Data: 17 listopada 2009 - Wydawca: Marilyn Manson | –  | — |                                          |
| 2011                           | Born Villain - Data: 28 sierpnia 2011 - Wydawca: Marilyn Manson                             | –  | — |                                          |
| „—” pozycja nie była notowana. |                                                                                             |    |   |                                          |

## Teledyski
| Rok  | Tytuł                                                   | Reżyseria                          |
| ---- | ------------------------------------------------------- | ---------------------------------- |
| 1994 | „Get Your Gunn”                                         | Rod Chong                          |
| 1994 | „Lunchbox”                                              | Richard Kern                       |
| 1995 | „Dope Hat”                                              | Tom Stern                          |
| 1995 | „Sweet Dreams (are made of this)”                       | Dean Karr                          |
| 1996 | „The Beautiful People”                                  | Floria Sigismondi                  |
| 1997 | „Tourniquet”                                            | Floria Sigismondi                  |
| 1997 | „Man That You Fear”                                     | W.I.Z.                             |
| 1997 | „Cryptorchid”                                           | E. Elias Merhige                   |
| 1997 | „Long Hard Road Out of Hell”                            | Matthew Rolston                    |
| 1998 | „The Dope Show”                                         | Paul Hunter                        |
| 1998 | „I Don’t Like the Drugs (But the Drugs Like Me)”        | Paul Hunter                        |
| 1999 | „Rock Is Dead”                                          | Marilyn Manson                     |
| 1999 | „Coma White”                                            | Samuel Bayer                       |
| 1999 | „Astonishing Panorama of the Endtimes”                  | Pete List                          |
| 2000 | „Disposable Teens”                                      | Samuel Bayer                       |
| 2001 | „The Fight Song”                                        | Wiz and Marilyn Manson             |
| 2001 | „The Nobodies”                                          | Paul Fedor                         |
| 2001 | „Tainted Love”                                          | Philip G. Atwell                   |
| 2003 | „mOBSCENE”                                              | Marilyn Manson and Thomas Kloss    |
| 2003 | „This Is the New Shit”                                  | Marilyn Manson and The Cronenweths |
| 2004 | „(s)AINT”                                               | Asia Argento                       |
| 2004 | „Personal Jesus”                                        | Marilyn Manson and Nathan Cox      |
| 2005 | „The Nobodies (2005 Against All Gods Mix)”              | Paul Fedor                         |
| 2007 | „Heart-Shaped Glasses (When the Heart Guides the Hand)” | Marilyn Manson                     |
| 2007 | „Putting Holes in Happiness”                            | Philippe Grandrieux                |
| 2009 | „Arma-goddamn-motherfuckin-geddon”                      | Delaney Bishop                     |
| 2009 | „Running to the Edge of the World”                      | Nathan Cox and Marilyn Manson      |
| 2012 | „No Reflection”                                         | Lukas Ettlin                       |
| 2012 | „Slo-Mo-Tion”                                           | Marilyn Manson                     |
| 2012 | „Hey, Cruel World...”                                   | Tim Mattia                         |